# Zesdaagse van Brussel
De Zesdaagse van Brussel was een jaarlijkse wielerwedstrijd in de Belgische hoofdstad Brussel, die teruggaat tot het jaar 1912 en met een aantal onderbrekingen werd de laatste editie gehouden in 1971. De eerste Brusselse zesdaagse werd gewonnen door de Amerikanen Fred Hill en Eddy Root. In totaal zijn er 46 edities geweest van deze zesdaagse.
De Brusselse zesdaagse werd tot 1965 gehouden in het Sportpaleis van Schaarbeek op een houten indoorbaan van 235 m lang. Recordwinnaar in de zesdaagse van Brussel is de Belg Rik Van Steenbergen met 8 overwinningen, gevolgd door de Nederlander Peter Post met 6 overwinningen.

## Lijst van winnende koppels

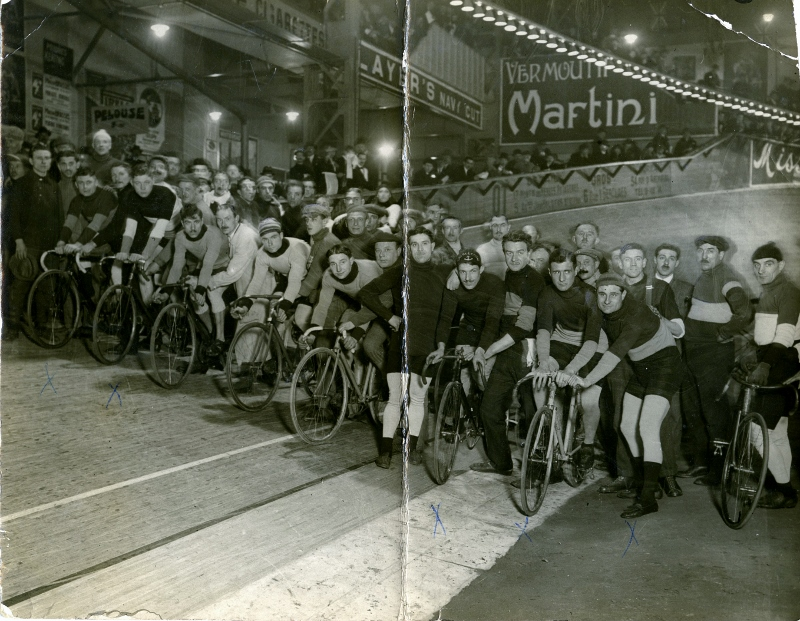
Start van de zesdaagse in 1921

| 1971 | Albert Fritz (Dui) – Sigi Renz (Dui)                |
| 1970 | Peter Post (Ned) – Jack Mourioux (Fra)              |
| 1965 | Peter Post (Ned) – Tom Simpson (Gbr)                |
| 1964 | Peter Post (Ned) – Fritz Pfenninger (Zwi)           |
| 1963 | Peter Post (Ned) - Fritz Pfenninger (Zwi)           |
| 1962 | Rik Van Steenbergen (Bel) – Palle Lykke (Den)       |
| 1961 | Peter Post (Ned) - Rik Van Looy (Bel)               |
| 1960 | Rik Van Steenbergen (Bel) – Emile Severeyns (Bel)   |
| 1959 | Peter Post (Ned) - Gerrit Schulte (Ned)             |
| 1958 | Rik Van Steenbergen (Bel) – Emile Severeyns (Bel)   |
| 1957 | Rik Van Looy (Bel) – Willy Vannitsen (Bel)          |
| 1956 | Rik Van Steenbergen (Bel) – Emile Severeyns (Bel)   |
| 1955 | Rik Van Steenbergen (Bel) – Emile Severeyns (Bel)   |
| 1954 | Georges Senfftleben (Fra) – Dominique Forlini (Fra) |
| 1953 | Hugo Koblet (Zwi) – Armin von Büren (Zwi)           |
| 1952 | Achiel Bruneel (Bel) – Lucien Acou (Bel)            |
| 1951 | Rik Van Steenbergen (Bel) – Stan Ockers (Bel)       |
| 1950 | Achiel Bruneel (Bel) – Jos de Beuckelaer (Bel)      |
| 1949 | Rik Van Steenbergen (Bel) – Marcel Kint (Bel)       |
| 1948 | Rik Van Steenbergen (Bel) – Marcel Kint (Bel)       |
| 1947 | Gerrit Schulte (Ned) – Gerrit Boeijen (Bel)         |
| 1940 | Karel Kaers (Bel) – Omer de Bruycker (Bel)          |
| 1939 | Frans Slaats (Ned) – Kees Pellenaars (Ned)          |
| 1937 | Jean Aerts (Bel) – Omer de Bruycker (Bel)           |
| 1936 | Albert Billiet – Albert Buysse (Bel)                |
| 1935 | Roger Deneef (Bel) – Adolphe Charlier (Bel)         |
| 1934 | Jan Pijnenburg (Ned) – Cor Wals (Ned)               |
| 1933 | Frans Slaats (Ned) – Adolf Schön (Ned)              |
| 1932 | Jan Pijnenburg (Ned) – Cor Wals (Ned)               |
| 1931 | Roger Deneef (Bel) – Adolphe Charlier (Bel)         |
| 1930 | Piet van Kempen (Ned) – Paul Buschenhagen (Bel)     |
| 1929 | Ferdinand Goris (Bel) – Armand Haesendonck (Bel)    |
| 1928 | Henri Duray (Bel) – Felix Sellier (Bel)             |
| 1927 | Pierre Rielens (Bel) – René Vermandel (Bel)         |
| 1926 | Piet van Kempen (Ned) – Klaas van Nek (Ned)         |
| 1925 | Piet van Kempen (Ned) – Emile Aerts (Bel)           |
| 1924 | Pierre Rielens (Bel) – Emile Aerts (Bel)            |
| 1923 | Cesar Debaets (Bel) – Jules Vanhevel (Bel)          |
| 1922 | Piet van Kempen (Ned) – Emile Aerts (Bel)           |
| 1921 | Marcel Berthet (Fra) – Charles Deruyter (Bel)       |
| 1920 | Marcel Buysse (Bel) – Alfons Spiessens (Bel)        |
| 1919 | Marcel Dupuy (Bel) – Philippe Thys (Bel)            |
| 1915 | Cyriel Van Hauwaert (Bel) – Joseph van Bever (Bel)  |
| 1914 | Cyriel Van Hauwaert (Bel) – John Stol (Ned)         |
| 1913 | Octave Lapize (Fra) – René Vandenberghe (Bel)       |
| 1912 | René Vandenberghe (Bel) – Eddy Root (USA)           |